# Ignacio Gutiérrez (presentador de televisión)
Ignacio José Gutiérrez Castillo (Constitución, 29 de abril de 1976) es un periodista, ⁣presentador de televisión y locutor chileno.

## Carrera profesional
Estudió periodismo en la Universidad Andrés Bello.
En 2003 ingresó a Chilevisión, donde condujo programas como SQP, Primer plano, La mañana de Chilevisión y Ha llegado carta. En 2016 cesó su trabajo en el canal tras un conflicto con ejecutivos, a quienes acusó de discriminación por su orientación homosexual. Sin embargo, el 29 de agosto de ese año regresó a Chilevisión, donde tuvo apariciones esporádicas hasta el 31 de diciembre de 2017, cuando terminó su contrato. 
En enero de 2018 se integró como copresentador de Muy buenos días (posteriormente Buenos días a todos) en Televisión Nacional de Chile junto a Cristián Sánchez y María Luisa Godoy. Renunció en noviembre de 2019, aunque volvió al mes siguiente al programa tras la salida de Sánchez. Volvió a salir en noviembre de 2020. En paralelo, apareció como conductor de TV+ con el programa Cariño malo.
En febrero de 2023, volvería a la televisión de la mano de Canal 13, donde participó del matinal Tu día y del programa satélite del Festival de Viña del Mar, Échale la culpa a Viña,  además de su propio programa, El purgatorio.
También se ha desempeñado como panelista de Showbiz en CNN en español, donde debutó en 2015. Además, condujo los programas SQP Radio, Cuéntamelo todo y Cuenta con Nacho, todos en Radio Pudahuel.

## Vida personal
Gutiérrez es un rostro abiertamente homosexual. En junio de 2022 contrajo matrimonio con su pareja Héctor Rodrigo Macaya Pivet, tras más de ocho años de relación.

## Filmografía

### Televisión
| Año           | Programa                                                | Rol                                | Canal                             |
| ------------- | ------------------------------------------------------- | ---------------------------------- | --------------------------------- |
| 2001-2002     | Hola Andrea                                             | Reportero                          | Mega                              |
| 2003          | Tocando las estrellas (Resumen)                         | Presentador                        | TVN                               |
| 2003-2013     | SQP                                                     | Panelista/Conductor                | Chilevisión                       |
| 2008-2013     | Primer plano                                            | Panelista                          | Chilevisión                       |
| 2011          | Infiltradas                                             | Actor (cameo)                      | Chilevisión                       |
| 2011-2013     | Gala del Festival de Viña del Mar                       | Anfitrión/Conductor                | Chilevisión                       |
| 2013-2016     | La mañana de Chilevisión                                | Conductor                          | Chilevisión                       |
| 2014          | Ha llegado carta                                        | Conductor                          | Chilevisión                       |
| 2014          | Dime que sí                                             | Conductor                          | Chilevisión                       |
| 2018-2020     | Muy buenos días/Buenos días a todos                     | Conductor                          | TVN                               |
| 2019          | No culpes a la noche                                    | Conductor                          | TVN                               |
| 2019          | Gala Viña del Mar                                       | Conductor                          | TVN Canal 13 Fox Channel Fox Life |
| 2019          | LX Festival Internacional de la Canción de Viña del Mar | Backstage                          | TVN Canal 13 Fox Channel Fox Life |
| 2019          | Cariño malo                                             | Conductor                          | TV+                               |
| 2020, 2023    | Échale la culpa a Viña                                  | Conductor                          | TVN/Canal 13                      |
| 2023-presente | Tu día                                                  | Panelista / Conductor reemplazante | Canal 13                          |
| 2023          | El purgatorio                                           | Conductor                          | Canal 13                          |
| 2024-presente | ¡Hay que decirlo!                                       | Conductor                          | Canal 13                          |